# Beilschmiedia tungfangensis
Beilschmiedia tungfangensis là loài thực vật có hoa trong họ Nguyệt quế. Loài này được S.K.Lee & L.F.Lau miêu tả khoa học đầu tiên năm 1963.